# 虹膜異色症

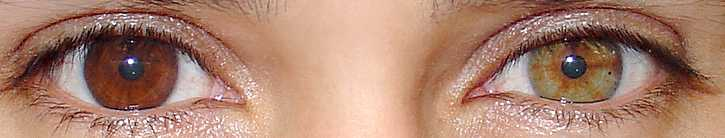
人類虹膜異色症的病例，該例有一眼棕、一眼淡褐色的虹膜

虹膜異色症（英語：Heterochromia iridum），在流行文化中俗稱異色瞳，是一種身體異常狀況，指兩眼的虹膜呈現不同顏色的性狀。眼睛的顏色，特別是虹膜的顏色，是由虹膜組織的色素沉淀及分佈決定的；因此，在形成過程中，任何因素影響以上的色素分佈，就會造成眼睛顏色的不同。有此狀況的人或動物，會可能有以下其中一種情況出現：
1. 兩隻眼睛的虹膜有着不同的顏色。
2. 眼睛會在同一片虹膜出現多於一種顏色。

## 成因
虹膜異色症的出現，可以分成先天和後天兩方面。
先天方面，主要是兩眼虹膜顏色不同的情況，有可能與遺傳有關。由於眼睛虹膜的顏色受遺傳影響，假若後代的父母其中一位有藍眼睛，而另一位則有灰色眼睛的話，那兩位的後代有可能有一對藍色的眼睛、或一對灰色的眼睛，但亦有可能一邊眼的虹膜是藍色，而另一邊卻是灰色的。這可能與瓦登伯革氏症候群（Waardenburg Syndrome）或Piebaldism(Piebald Syndrome/斑狀白化病)相關。
後天的情況有可能是因為患上霍納氏症候群(頸交感神經節麻痺)或虹膜毛樣體炎，使虹膜造成損傷而萎縮。　

## 於次文化中
日本動畫、漫畫、小說、遊戲等作品中，虹膜異色症做為一個角色的特徵是很常見的，比現實中具有虹膜異色症的比例要高出很多。例如在2001年舉辦的第六屆Sneaker大賞中，投稿作品平均每五篇就有一篇中有這樣的角色。

## 圖片

### 人類

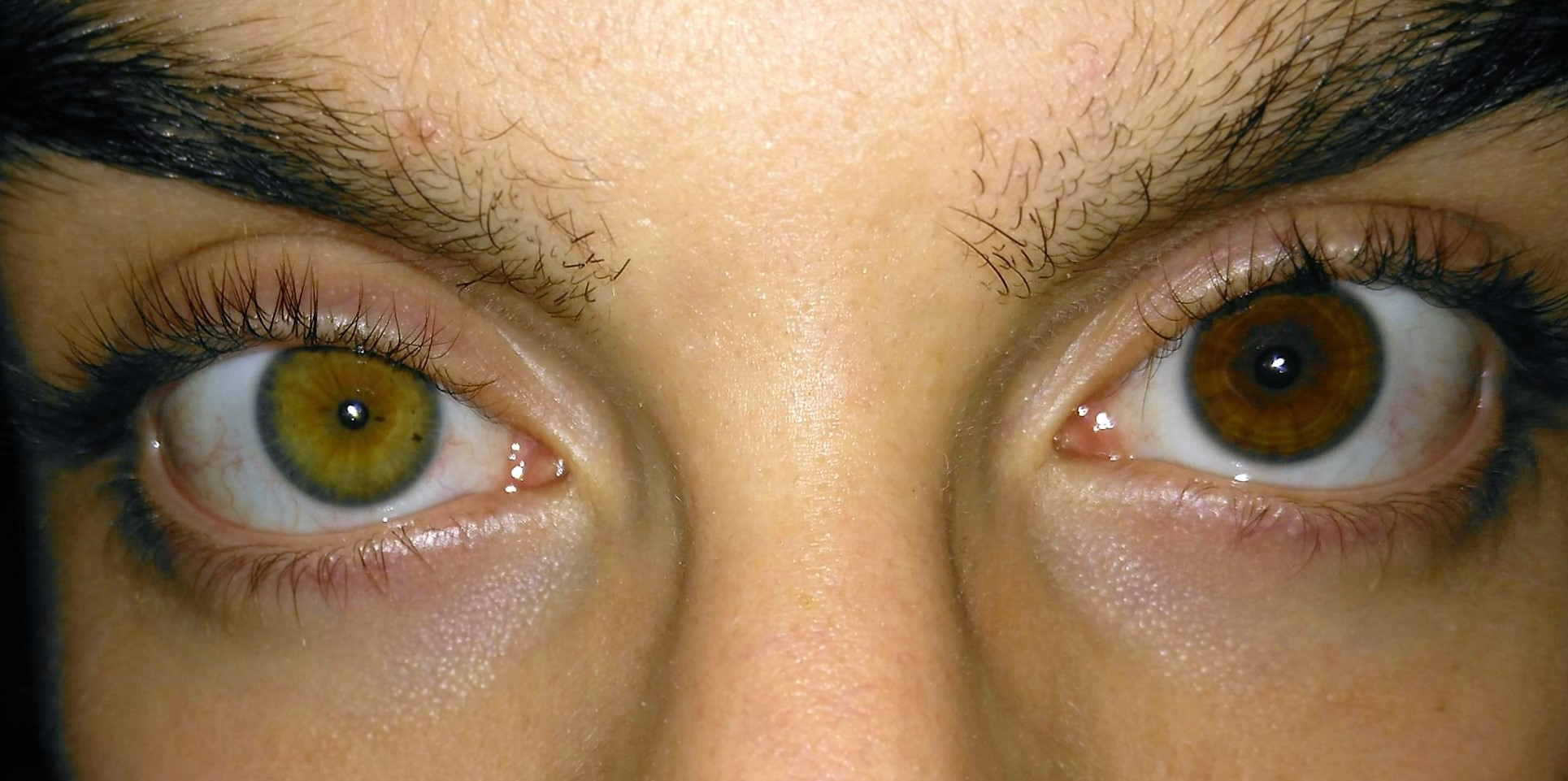
虹膜異色症。
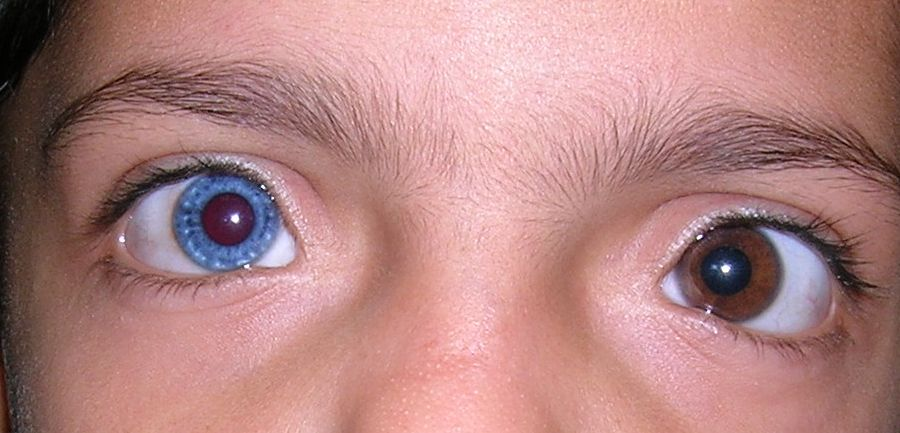
患有虹膜異色症的少年。
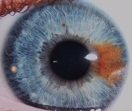
年輕的成年人表現出部分性異色症，形式為藍眼睛中有橙色部分。
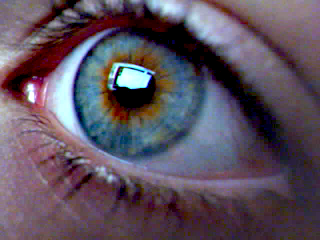
人類藍眼的中央異色症的例子，帶有橙色斑點。
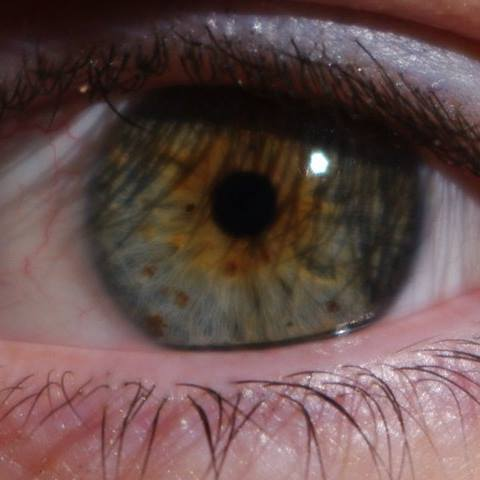
人類綠眼中央異色症的例子，帶有棕色斑點。
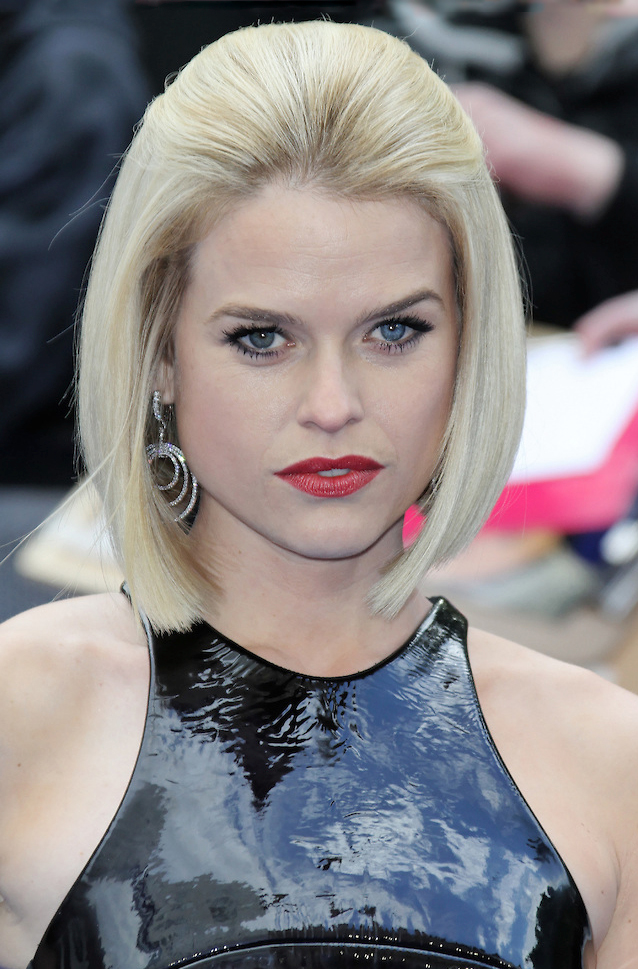
英國演員艾莉絲·伊患有虹膜異色症：她的左眼是藍色，右眼是綠色。
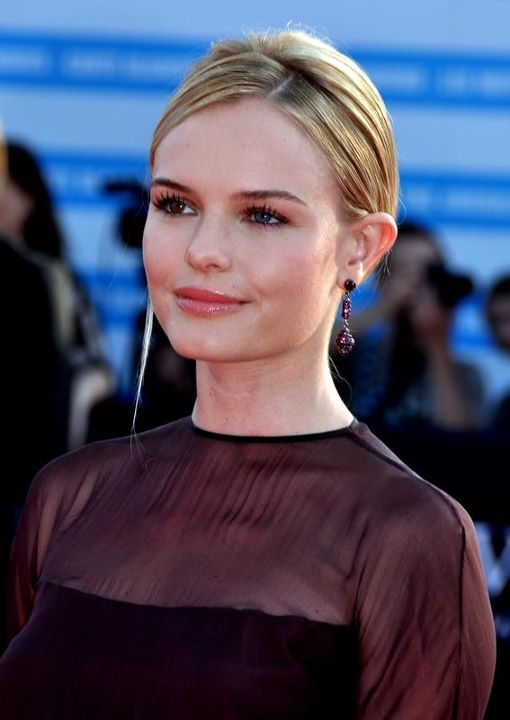
美國演員姬蒂·寶絲禾芙患有虹膜異色症。
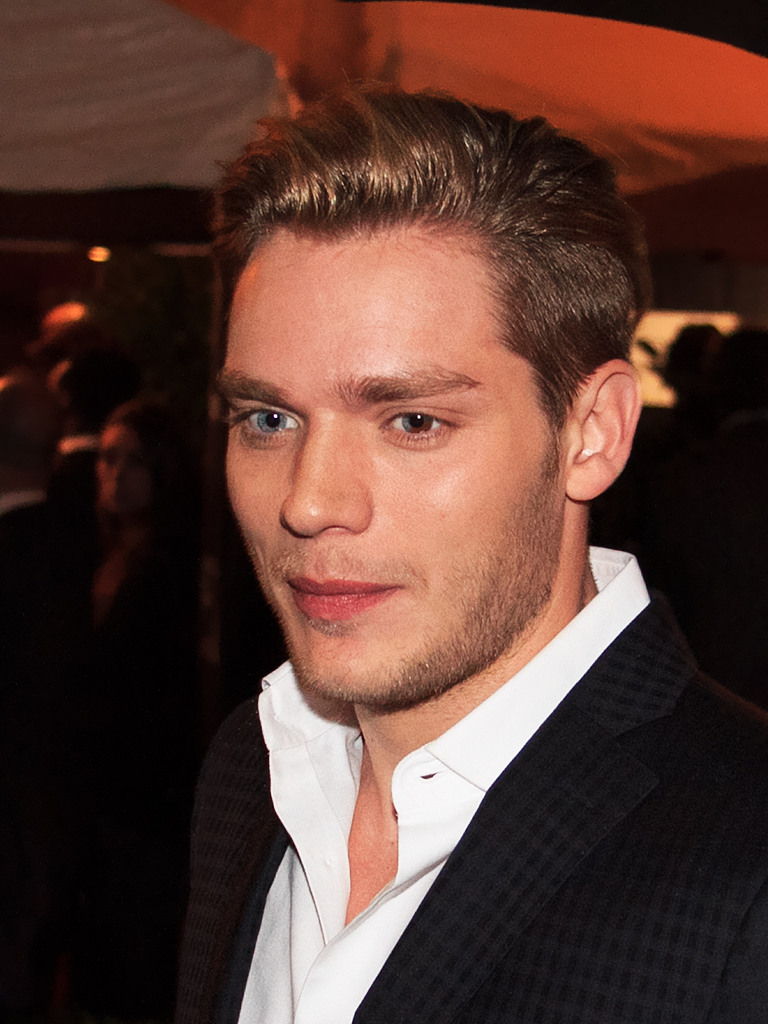
英國演員多明尼克·席伍德患有虹膜異色症
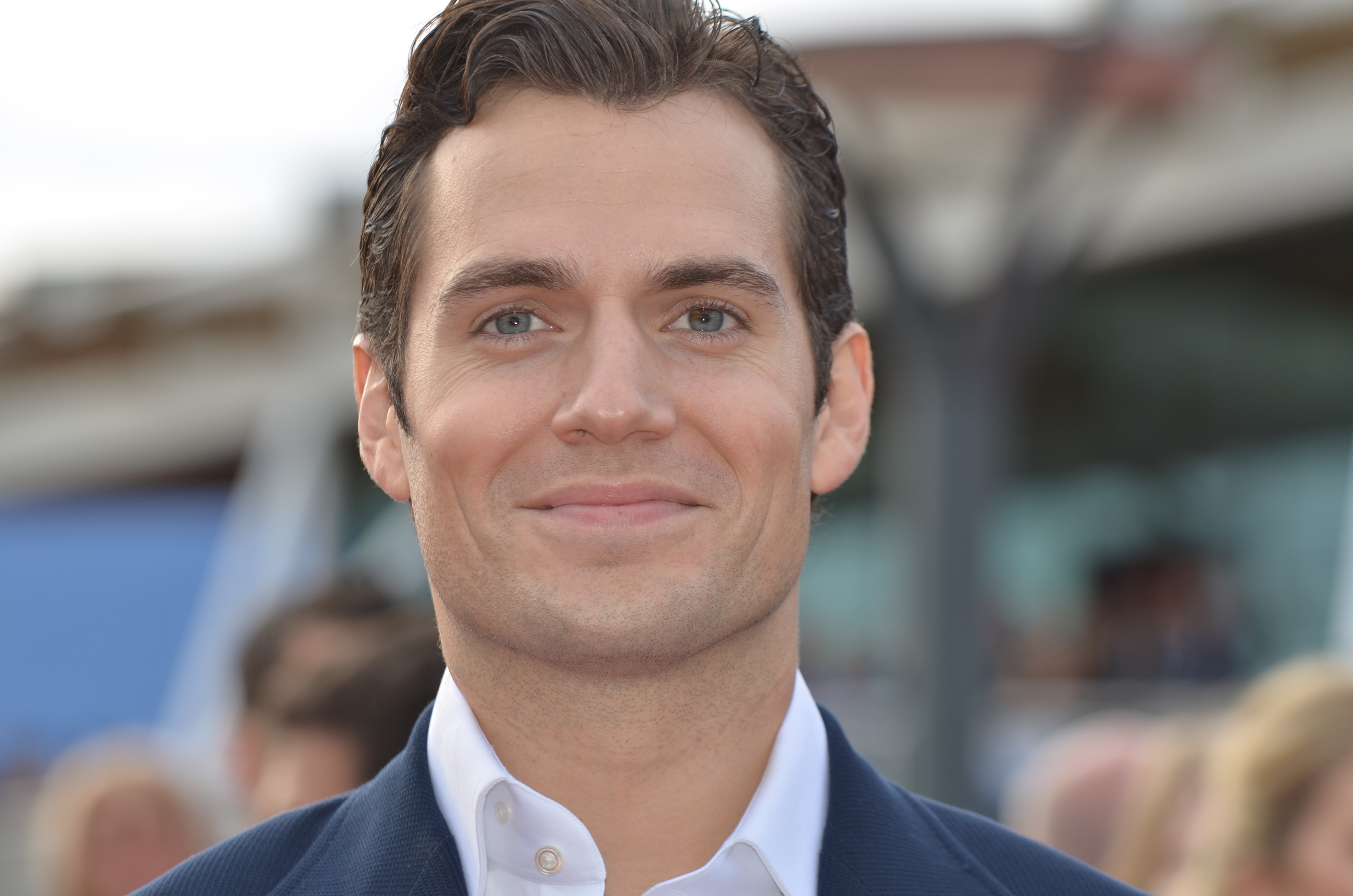
英國演員亨利·卡菲爾 患有虹膜異色症。

### 貓狗

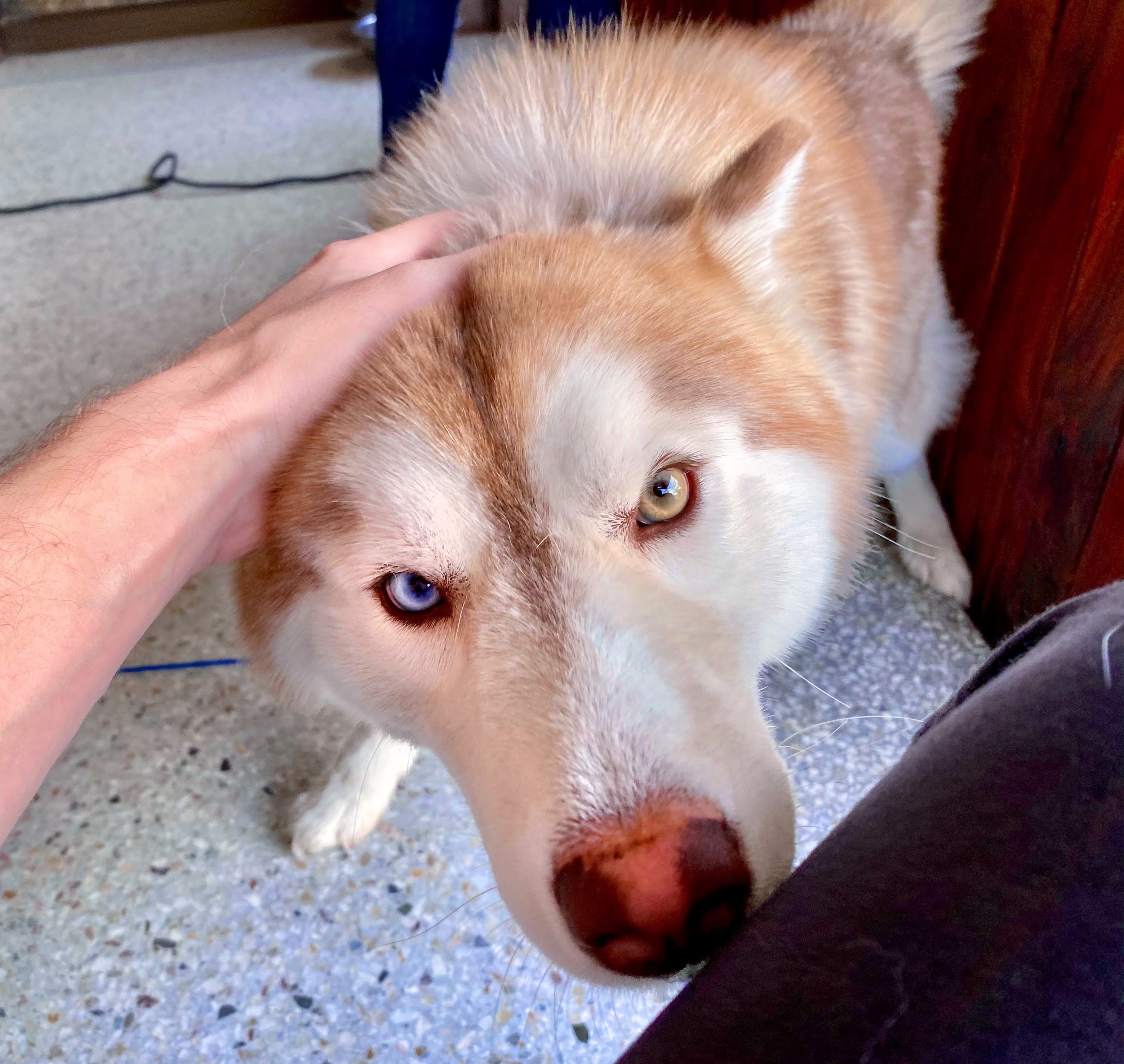
患有虹膜異色症雌性雪橇犬。
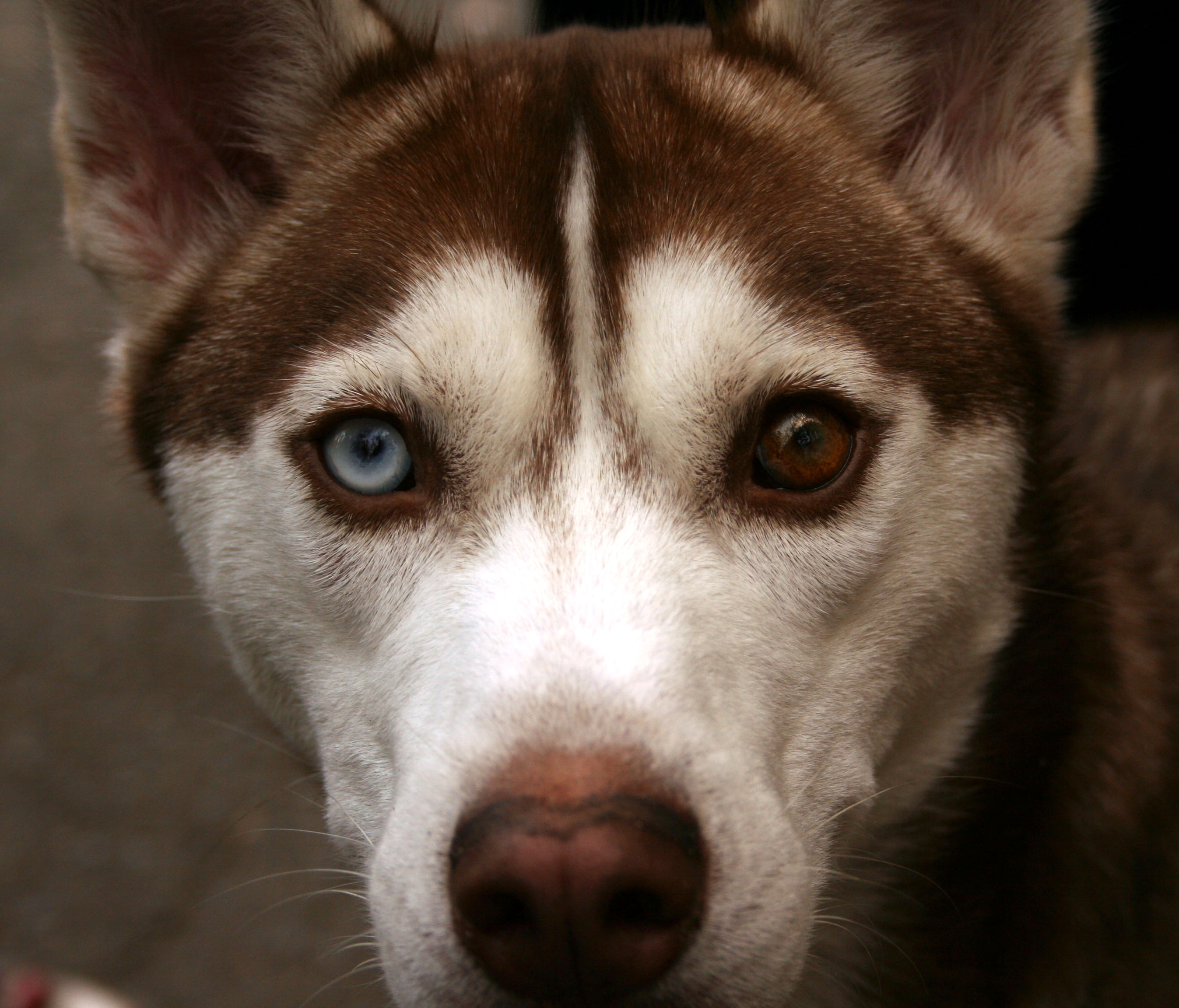
虹膜異色症的西伯利亞哈士奇
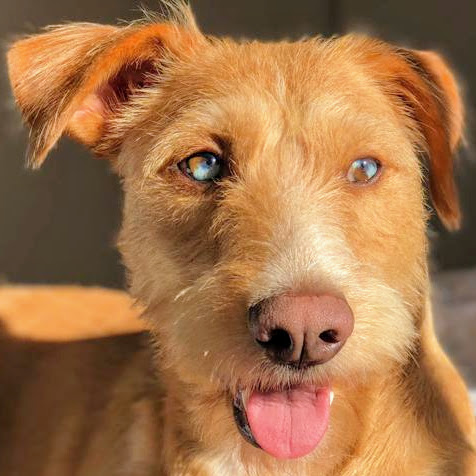
局部虹膜異色症的混種狗
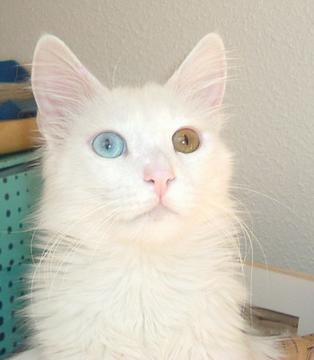
患有虹膜異色症的貓。
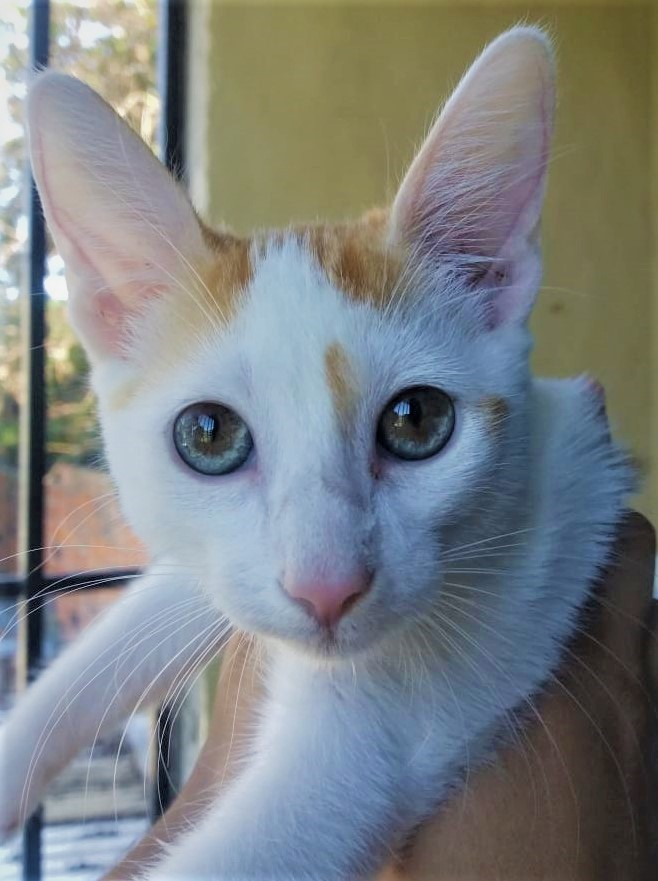
中間虹膜異色症的虎斑貓

### 書籍
- 大塚英志. . 角川書店. 2006-06-25. ISBN 978-4-0441-9122-1.

## 外部連結
- Dr. Peter G. Swann.  (PDF). （原始内容 (PDF)存档于2006-01-08） （英语）.

template:Pigmentation disorders